# Козинка (Ростовская область)
Козинка — хутор в Морозовском районе Ростовской области.
Входит в состав Грузиновского сельского поселения.

## Население
| 2010 |
| ---- |
| 163  |

## Улицы
| - ул. Абрикосовая, - ул. Вербная, - ул. Главная, - ул. Крайняя, | - ул. Подгорная, - ул. Сиреневая, - ул. Яблоневая. |

## Известные уроженцы
- Мерчанский, Василий Петрович (1924—1996) — советский военнослужащий, старший сержант, Герой Советского Союза.